# Selezioni nazionali per il Junior Eurovision Song Contest
Le selezioni nazionali per il Junior Eurovision Song Contest sono dei festival musicali organizzati dalle emittenti televisive dei vari paesi partecipanti per selezionare il rappresentante della nazione al festival canoro europeo. Le emittenti possono anche selezionare internamente i partecipanti.
Questi festival sono nati o sono stati organizzati unicamente per il Junior Eurovision Song Contest.
I partecipanti a queste selezioni possono non avere vincoli di nazionalità e le canzoni possono essere interpretate in qualsiasi lingua, anche inventata, tuttavia la singola emittente può porre queste e altre restrizioni.
Le selezioni nazionali possono scegliere: o solo l'interprete, o solo la canzone, o entrambi. L'emittente può riservarsi il diritto di scegliere un altro partecipante rispetto al vincitore, e nel caso specifico in cui il vincitore della manifestazione non possa partecipare viene scelto il secondo o terzo classificato, anche se in ogni caso la scelta spetta all'emittente. 
| Nazione                    | Selezione                                         | N. Edizioni | Anni                     |
| -------------------------- | ------------------------------------------------- | ----------- | ------------------------ |
| Albania RTSH               | Junior Fest                                       | 8           | 2012 2017-2019 dal 2021  |
| Albania RTSH               | Festivali i Këngës për Femije                     | 2           | 2015-2016                |
| Armenia ARMTV              | Junior Eurosong                                   | 7           | 2008-2014                |
| Armenia ARMTV              | Depi Mankakan Evrasteil                           | 2           | 2018-2019                |
| Azerbaigian İTV            | Junior Selection                                  | 1           | 2012                     |
| Belgio VRT RTBF            | Junior Eurosong                                   | 8           | 2003 2006-2012           |
| Bielorussia BTRC           | Nacional'nyj otbor                                | 9           | 2010 2012-2019           |
| Bielorussia BTRC           | Constellation Festival                            | 1           | 2003                     |
| Bielorussia BTRC           | Junior Eurosong                                   | 6           | 2004-2009                |
| Bielorussia BTRC           | The Republican Children’s Contest                 | 1           | 2011                     |
| Bulgaria BNT               | Nacionalen final                                  | 5           | 2007-2008 2011 2015-2016 |
| Cipro CyBC                 | Ellinikós Telikós                                 | 6           | 2004-2009                |
| Croazia HRT                | Dječja Pjesma Eurovizije                          | 4           | 2003-2006                |
| Danimarca DR               | MGP Junior                                        | 3           | 2003-2005                |
| Francia France Télévisions | Finale nationale                                  | 1           | 2004                     |
| Galles S4C                 | Chwilio am Seren                                  | 2           | 2018-2019                |
| Georgia GPB                | Junior Eurovision                                 | 5           | 2007-2011                |
| Georgia GPB                | Ranina                                            | 7           | Dal 2018                 |
| Germania KiKA              | Dein Song für                                     | 1           | 2020                     |
| Germania KiKA              | Junior ESC – Wer fährt nach                       | 1           | 2021                     |
| Germania KiKA              | Junior ESC - Wer soll für Deutschland singen?     | 2           | Dal 2023                 |
| Grecia ERT                 | Eurovision Junior                                 | 6           | 2003-2008                |
| Irlanda TG4                | Junior Eurovision Éire                            | 9           | 2015-2019 dal 2021       |
| Israele IBA IPBC           | The Rising Star Junior                            | 1           | 2018                     |
| Italia Rai                 | Ti lascio una canzone                             | 1           | 2015                     |
| Kazakistan Khabar Agency   | Balalar Eurokorīnisī                              | 3           | 2018 2020-2021           |
| Kazakistan Khabar Agency   | Baqıttı Bala                                      | 1           | 2022                     |
| Lettonia LTV               | Bērnu Eirovīzija                                  | 3           | 2003-2005                |
| Lettonia LTV               | Balss Pavēlnieks                                  | 2           | 2010-2011                |
| Lituania LRT               | Mažųjų žvaigždžių ringas                          | 2           | 2007-2008                |
| Lituania LRT               | Vaikų Eurovizijos nacionalinė atranka             | 2           | 2010-2011                |
| Macedonia del Nord MRT     | Junior EuroSong                                   | 9           | 2003-2011                |
| Malta PBS                  | Junior Song For Europe                            | 5           | 2003-2007                |
| Malta PBS                  | Junior Eurosong                                   | 3           | 2008-2010                |
| Malta PBS                  | Malta Junior Eurovision Song Contest              | 10          | dal 2015                 |
| Moldavia TRM               | Eurovisionul copiilor                             | 4           | 2010-2013                |
| Norvegia NRK               | Melodi Grand Prix Junior                          | 3           | 2003-2005                |
| Paesi Bassi AVROTROS       | Junior Songfestival                               | 21          | 2003-2015 dal 2017       |
| Polonia TVP                | Junior Eurosong                                   | 2           | 2003-2004                |
| Polonia TVP                | Krajowe Eliminacje                                | 2           | 2016-2017                |
| Polonia TVP                | Szansa na sukces - Eurowizja Junior               | 6           | dal 2019                 |
| Portogallo RTP             | Festival da Canção Junior                         | 2           | 2006-2007                |
| Portogallo RTP             | Júniores de Portugal                              | 1           | 2017                     |
| Portogallo RTP             | The Voice Kids                                    | 3           | 2021 Dal 2023            |
| Regno Unito ITV BBC        | Junior Eurovision Song Contest: The British Final | 3           | 2003-2005                |
| Romania TVR                | Selecţia Naţională Eurovision Junior              | 7           | 2003-2009                |
| Russia VGTRK NTV           | Junior EuroSong                                   | 9           | 2006-2013 2015           |
| Russia VGTRK NTV           | Akademija Eurovision                              | 6           | 2016-2021                |
| Serbia RTS                 | Izbor za dečju pesmu Evrovizije                   | 6           | 2006-2010 2017           |
| Serbia e Montenegro UJRT   | Junior Beovizija                                  | 1           | 2005                     |
| Slovenia RTV SLO           | Mini EMA                                          | 1           | 2015                     |
| Spagna RTVE                | Eurojunior                                        | 4           | 2003-2006                |
| Svezia SVT TV4             | Lilla Melodifestivalen                            | 6           | 2003-2005 2012-2014      |
| Svezia SVT TV4             | Stage Junior                                      | 2           | 2006-2007                |
| Svizzera RSI               | Mara & Meo                                        | 1           | 2004                     |
| Ucraina UA:PBC             | Nacvidbir                                         | 19          | dal 2006                 |